# پرمیلیو
پرمیلیو (به فرانسوی: Prémillieu) یک کمون در فرانسه است که در canton of Hauteville-Lompnes واقع شده‌است.

## خصوصیات
پرمیلیو ۸٫۵ کیلومترمربع مساحت و ۳۴ نفر جمعیت دارد و ۸۹۶ متر بالاتر از سطح دریا واقع شده‌است.